# Phrynobatrachus ogoensis
Phrynobatrachus ogoensis é uma espécie de anfíbio da família Petropedetidae.
Pode ser encontrada nos seguintes países: Gabão e Libéria.
Os seus habitats naturais são: marismas de água doce e marismas intermitentes de água doce.